# Suavizamiento exponencial
El método de suavizamiento exponencial es una manera de pronosticar la demanda de un producto en un periodo dado. Estima que la demanda será igual a, por ejemplo, la media de los consumos históricos para un periodo dado, dando una mayor ponderación a los valores más cercanos en el tiempo. Además, tiene en cuenta el error de pronóstico actual en los siguientes pronósticos.

## Suavizamiento Exponencial aplicado al Negocio
Algunas de las técnicas incluidas en la familia de series temporales conocida como alisado o suavizamiento exponencial pueden extrapolarse a entornos de negocio altamente competitivos. Holt-Winters y Box-Jenkins son dos de las más relevantes. Sin embargo, el modelo de series temporales Holt-Winters resulta especialmente útil para realizar análisis y pronósticos de negocio, debido a su facilidad de uso y a sus resultados inmediatos.

### El modelo de Holt-Winters
El modelo Holt-Winters incorpora un conjunto de procedimientos que conforman el núcleo de la familia de series temporales de suavizamiento exponencial. A diferencia de muchas otras técnicas, el modelo Holt-Winters puede adaptarse fácilmente a cambios y tendencias, así como a patrones estacionales. En comparación con otras técnicas, como ARIMA, el tiempo necesario para calcular el pronóstico es considerablemente más rápido. Esto significa que cualquier usuario – con suficiente pero no necesariamente mucha experiencia – puede poner en práctica la técnica de Holt-Winters. Más allá de sus características técnicas, su aplicación en entornos de negocio es muy común. De hecho, Holt-Winters se utiliza habitualmente por muchas compañías para pronosticar la demanda a corto plazo cuando los datos de venta contienen tendencias y patrones estacionales de un modo subyacente.

### Análisis de ventas con Holt-Winters
Según Goodwin, Paul, los pronósticos de ventas mensuales requieren tres componentes para realizar la ecuación:
- El actual nivel de ventas subyacente, que permanece tras haber desestacionalizado las ventas y haber restado el efecto de factores aleatorios.
- La tendencia actual que siguen las ventas. Es decir, el cambio en el nivel subyacente de ventas que esperamos suceda entre el momento actual y el próximo mes. Por ejemplo, si estimamos nuestro nivel actual en 500 unidades y esperamos que sea de 505 unidades el siguiente mes, entonces nuestra tendencia estimada es de +5 unidades.
- El índice estacional para el mes que estamos pronosticando. Si nuestra estimación es 1.2, esto significa que esperamos que nuestras ventas este mes sean 20 % por encima del nivel subyacente de dicho mes, mostrando así que nuestros productos se venden relativamente bien en ese momento del año.
- Las estimaciones se dan gracias a quien las estima.

Un ejemplo real clarifica mucho más este tipo de pronósticos. El siguiente video muestra cómo predecir el número de pedidos que una compañía recibirá en los próximos 12 meses, poniendo en práctica los parámetros de Holt-Winters. Este tipo de análisis predictivos son extremadamente útiles para las empresas, pues les permiten planificar su respuesta a un cambio experimentado por la demanda; por ejemplo, ampliando la plantilla o equipándose con mayores recursos.